# Furkan Akyüz
Furkan Onur Akyüz (* 21. September 2005 im Yıldırım) ist ein türkischer
Fußballtorhüter.

## Karriere
Akyüz begann seine Fußballkarriere 2016 im Alter von 11 Jahren beim lokalen Verein TSE Arabayatağıspor in Bursa. Nach vier Jahren wechselte er 2020 in die Jugendverein von Fenerbahçe Istanbul.
Am 5. August 2022 unterzeichnete Akyüz seinen ersten Profivertrag bei Fenerbahçe. Am 17. März 2024 stand er im Kader für ein Süper-Lig-Spiel gegen Trabzonspor, bei dem es zu einem Zwischenfall mit auf das Spielfeld stürmenden Fans kam. Sein Debüt für die gab Akyüz am 7. April 2024 im Finale des Türkischen Supercups gegen Galatasaray. Fenerbahçe trat in diesem Spiel aus Protest gegen die Bedingungen im türkischen Fußball mit einer U19-Mannschaft an. Akyüz führte das Team als Kapitän aufs Feld. Nach einem frühen Gegentor zog sich die Mannschaft in der ersten Minute vom Spiel zurück.
Am 6. September 2024 wurde Akyüz für die Saison 2024/25 an den Zweitligisten Fatih Karagümrük SK ausgeliehen. 